# Étienne Lalonde
 (septembre 2016).
Si vous disposez d'ouvrages ou d'articles de référence ou si vous connaissez des sites web de qualité traitant du thème abordé ici, merci de compléter l'article en donnant les références utiles à sa vérifiabilité et en les liant à la section « Notes et références ».
Pour les articles homonymes, voir Lalonde.
Étienne Lalonde (né le 5 février 1979) est un écrivain québécois. Originaire de Montréal, il est, en 2011, lauréat du Prix Félix-Leclerc de la poésie et, en 2012, écrivain en résidence au Studio du Québec à New York. En janvier 2014, 21 courtes pièces sur des textes d'Étienne Lalonde, du compositeur André Hamel, remporte le prix de la création de l’année des 17es Prix Opus du Conseil québécois de la musique. Étienne Lalonde est Directeur général de la Fondation du Conservatoire de musique et d'art dramatique du Québec. En novembre 2023 il est nommé directeur général d'I Musici de Montréal.

## Distinctions
- 2014 - Lauréat du Prix Opus de la création de l'année (avec le compositeur André Hamel) pour 21 courtes pièces sur des textes d'Étienne Lalonde[5]
- 2014 - Finaliste au Prix Émile-Nelligan pour Vivier, Claude[6]
- 2014 - Finaliste au Prix du Festival de la poésie de Montréal pour Vivier, Claude
- 2011 - Lauréat du Prix Félix-Leclerc de la poésie 2011 pour Histoires naturelles
- 2000 - Finaliste au Prix Estuaire des Terrasses Saint-Sulpice pour C'est encore la guerre
- 2000 - Mention au Prix Jacqueline-Déry-Mochon pour C'est encore la guerre